# Mathias Lyster
Mathias Lyster (ur. 13 lutego 1989 w Kopenhadze) – duński wioślarz.

## Osiągnięcia
- Mistrzostwa Świata Juniorów – Amsterdam 2006 – czwórka bez sternika – 9. miejsce[1].
- Mistrzostwa Świata Juniorów – Pekin 2007 – czwórka bez sternika – 11. miejsce[1].
- Mistrzostwa Europy – Ateny 2008 – czwórka bez sternika – 10. miejsce[1].
- Mistrzostwa Świata U-23 – Račice 2009 – czwórka bez sternika – 12. miejsce[1].